# Vegard Høidalen
Vegard Høidalen (Skien, 10 maggio 1971) è un giocatore di beach volley norvegese.

## Palmarès

### Mondiali
- 1 medaglia:
  - 1 bronzo (Klagenfurt 2001)

### Europei
- 5 medaglie:
  - 1 oro (Roma 1997)
  - 4 bronzi (Rhodos 1998; Bilbao 2000; Jesolo 2001; Basilea 2002)